# デュルビュイ
デュルビュイ（Durbuy）は、ベルギーのワロン地域に属するリュクサンブール州の都市である。2007年1月1日の人口は10,633人で、1km2あたりの人口密度は67.9人であった。面積は156.61km2である。
中世にはデュルビュイは商業・工業の重要な中心都市であった。現在は観光・保養都市となっている。
巨石記念物で知られるWérisやBarvaux-sur-Ourthe、Bomalといった町はデュルビュイ近郊に位置する。
根拠はないが、デュルビュイはしばしば「世界で最も小さな町」といわれる。

## 姉妹都市・提携都市
- 埼玉県羽生市 - 1994年に姉妹都市締結[1]。